# Bembidion marinianum
Bembidion marinianum är en skalbaggsart som beskrevs av Thomas Casey. Bembidion marinianum ingår i släktet Bembidion och familjen jordlöpare. Inga underarter finns listade i Catalogue of Life.